# 呂大防
呂大防（1027年—1097年5月29日），字微仲，京兆府藍田（今陝西藍田）人，北宋政治人物。與呂大忠、呂大鈞、呂大臨並稱藍田呂氏四賢。

## 生平
其祖先為汲郡人。祖呂通，太常博士。父呂蕡，比部郎中。仁宗皇祐元年（1049年）進士，任馮翊主簿、永壽縣縣令，縣無井，飲水困難，大防將泉水引入縣，縣民名之曰“呂公泉”。英宗即位，改太常博士、監察御史裏行。因參與濮議而被貶黜。哲宗時，召為翰林學士，发遣开封府。元祐元年（1086年），升至尚書左僕射兼門下省侍郎，封汲郡公。哲宗時，以元祐黨爭，知隨州，貶秘書監。紹聖四年（1097年），再貶舒州團練副使，循州（今惠州市）安置，至虔州信豐（今江西信豐縣）病卒，其子呂景山伴父貶謫，大防臨死前曰：“吾不復南矣，吾死爾歸，呂氏尚有餘種，苟在瘴鄉，無俱全之理”。大忠請歸葬，許之。謚正愍。

## 延伸阅读
[在维基数据编辑]
 《宋史·卷340》，出自脱脱《宋史》